# Placa neural
La placa neural se define como la región del ectodermo dorsal que está especificada para volverse ectodermo neural. Es una estructura precoz en el desarrollo del embrión, es plana, con células de apariencia columnar, y es el primer paso en el proceso de neurulación. Esta región se genera a partir de la superficie dorsal media, engrosada opuesta a la línea primitiva del ectodermo. De dicha zona epitelial se derivan los diversos tipos de células neuronales y de la glía, pertenecientes al sistema nervioso característico de los vertebrados.

## Formación
Para que se construya la placa neural es necesario que las células del epiblasto converjan hacia la línea media del disco embrionario formando un surco de la línea primitiva, delimitando un eje longitudinal de simetría bilateral alrededor del cual se alinearán las estructuras embrionarias y sus órganos. Desde este momento el embrión tendrá una región rostral (cefálica) y caudal (cola) así como un lado izquierdo y derecho y una superficie dorsal (atrás) y ventral (adelante). A partir del plegamiento de la placa neural o neurulación se formará el tubo neural y el desarrollo de todo el sistema nervioso.

El proceso de neurulación comienza por medio de señales enviadas por parte del mesodermo dorsal y del endodermo faríngeo hacia las células ectodérmicas situadas sobre dichas capas germinales. Dichas señales llevan a que esa zona del ectodermo se alargue formando una placa de células con forma de columna. La elongación permite la diferenciación celular de la futura placa neural, con respecto a las células pre-epidérmicas rodeando la zona. 
Para diferenciarse en células neurales, las células del mesodermo axial secretan señales inhibitorias de BMP-4 (factor induciendo la formación de células de la piel denominado Bone morphogenetic protein 4), llamadas cordina (chordin), noggina (noggin) y folistatina. Se estima que alrededor de la mitad del ectodermo se incluye en la placa neural. En particular, las células de la placa neural de la región media, con especial énfasis en las de la placa basal y las de las neuronas motoras, aumentan su número inducidas por Sonic hedgehog (SHH).
La placa neural se moldea por movimientos de las regiones epidérmicas y por movimientos de la región de la placa como tal. En efecto, la placa neural se prolonga a lo largo del eje antero-posterior del embrión y se vuelve cada vez más estrecha por extensión convergente. Este movimiento además está acompañado por la inserción de varias capas celulares en unas pocas, intercalándolas.
La migración descrita es un paso sumamente importante en el desarrollo embrionario puesto que mutaciones perturbando el movimiento descrito pueden llevar a que el cierre del tubo neural se vea afectado, llevando a neuropatías como la anencefalia, el encefalocele o la espina bífida.

## Plegamiento

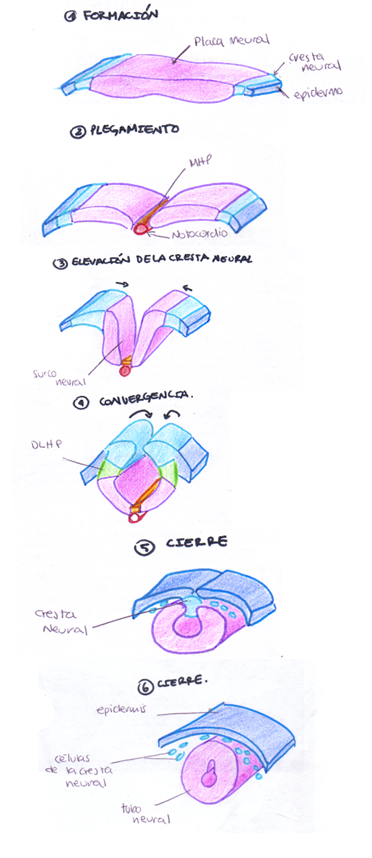
Plegamiento de la placa neural

El plegamiento de la placa neural comprende la formación de las regiones de bisagra en donde la placa neural hace contacto con los tejidos de su alrededor. En efecto, en aves y mamíferos, las células situadas en la línea media de la placa neural forman el punto de bisagra medio (MHP). Las células del MHP se derivan de la porción de la placa neural anterior al nódulo de Hensen y forman la línea media anterior de este mismo. Además, las células del MHP se anclan al notocordio y forman otra bisagra que a su vez forma un surco en la línea dorsal media. El notocordio induce las células del MHP para que se vuelvan más pequeñas en altura y que su forma se vuelva como la de una cuña. Cabe anotar que las células laterales al MHP  no llevan a cabo dicho cambio.
Posteriormente, se forman otras dos bisagras: los puntos de bisagra dorso-laterales (DLHPs). Estos se forman cerca a la conexión de la placa neural con el ectodermo y están ancladas a la superficie de este último.  Las células de los DHLPs también cambian de forma (forma de cuña) pero aumentan su tamaño. El cambio en la forma de las células a forma de cuña se da por cambios a nivel de los microtúbulos y de los microfilamentos.
Después de  iniciar la formación del surco, la placa se dobla alrededor de las regiones de bisagra, y cada uno de sus puntos actúa como pivote dirigiendo la rotación de las células. Mientras tanto, fuerzas extrínsecas contribuyen con la migración. A partir de la formación y el plegamiento de la placa neural, se forma el tubo neural.